# 제32회 세자르상
제32회 세자르상은 2007년 2월 24일에 열린 시상식이다.

## 수상 및 후보

### 작품상
- 파이스 데 비옥스 레베스 - 마릴느 칸토 수상
- Bonbon au poivre - 마크 피투시
- 기타 레슨 - 마틴 리트
- 르 맘모스 포발스키 - Jacques Mitsch
- les Volets - Lyèce Boukhitine

### 남우주연상
- 텔 노 원 - 프랑수아 클루제 수상
- 미남이시네요 - 미셀 블랑
- OSS 117 : 카이로 - 스파이의 둥지 - Jean Dujardin
- 내가 가수였을 때 - 제라르 드빠르디유
- 결혼하고도 싱글로 남는 법 - 알랭 샤바

### 여우주연상
- 레이디 채털리 - 마리나 핸즈 수상
- 파리의 연인들 - 세실 드 프랑스
- 페이지 터너 - 카트린 프로
- 내가 가수였을 때 - 세실 드 프랑스
- 결혼하고도 싱글로 남는 법 - 샤를로뜨 갱스부르

### 남우조연상
- 잘 있으니까 걱정 말아요 - 카드 므라드 수상
- 발렛 - 대니 분
- 네 개의 별 - 프랑수아 클루제
- 파리에서 - 가이 마르컨드
- 텔 노 원 - 앙드레 뒤솔리에

### 여우조연상
- 파리의 연인들 - 발레리 르메르시에 수상
- 파리의 연인들 - Dani
- Quand j'étais chanteur - chrisrine citti
- Californie, La - mylene demongeot'
- 결혼하고도 싱글로 남는 법 - 베르나데트 라퐁

### 신인남우상
- 해로운 우정 - 맬릭 지디 수상
- 13 자메티 - 게오르게 바블루아니
- Passager, Le - 빈센트 로티어스
- Californie, La - Radivoje Bukvic
- 모두를 위한 학교 - Arié Elmaleh
- 리메이크 - 제임스 티에레

### 각본상
- 레이디 채털리 - 파스칼 페랑 외 2명 수상
- OSS 117 : 카이로 - 스파이의 둥지 - michel hazanavicius 외 2명
- 잘 있으니까 걱정 말아요 - 필립 리오레 외1명
- 텔 노 원 - 필립페 레페브레 외 1명
- 마음 - Jean 외 1명

### 촬영상
- 레이디 채털리 - 줄리앙 히르쉬 수상
- OSS 117 : 카이로 - 스파이의 둥지 - guillaume schffman
- 영광의 날들 - 패트릭 블로시에르
- 텔 노 원 - Christophe Offenstein
- 마음 - 에릭 고띠에

### 의상상
- 레이디 채털리 - Marie-Claude Altot 수상
- 호랑이 여단 - Pierre-Jean Larroque
- OSS 117 : 카이로 - 스파이의 둥지 - Chalotte David
- 영광의 날들 - Michele Richer
- 마음 - 재키 뷔뎅

### 음악상
- 텔 노 원 - Mathieu Chedid
- 페이지 터너 - Jerome Lemonnier
- 영광의 날들 - 아만드 아마
- 아주르와 아스마르 - 가브리엘 야리드
- 마음 - 마크 스노우

### 미술상
- OSS 117 : 카이로 - 스파이의 둥지 - Maamar Ech-Cheikh 수상
- 호랑이 여단 - Jean-Luc Raoul
- 영광의 날들 - 도미니크 도우렛
- 레이디 채털리 - 프랑소와 르노 라바르세
- 마음 - 자크 솔니에

### 외국어영화상
- 미스 리틀 선샤인 - 조나단 데이턴 외 1명 수상
- 브로크백 마운틴 - 이안
- 귀향 - 페드로 알모도바르
- 더 퀸 - 스티븐 프리어스
- 바벨 - 알레한드로 곤잘레스 이냐리투

### 제작디자인상
- 레이디 채털리 - 파스칼 페랑 외 1명 수상
- 영광의 날들 - 라시드 부샤렙 외 1명
- 잘 있으니까 걱정 말아요 - 필립 리오레 외 1명
- 내가 가수였을 때 - 자비에 지아놀리 외 2명
- 텔 노 원 - 기욤 까네 외 1명

### 다큐멘터리상
- 쟈크 시라크의 입장에서 - 칼 제로 외 1명 수상
- Fille du juge, La - 윌리엄 카렐
- 지단, 21세기의 초상 - 필립 파레노 외 1명
- 나작 - 진-앙리 뮈니에르
- 라-바스 - 샹탈 애커만

### 공로상
- 주드 로 수상
- Marilyn jobert 수상

## 같이 보기
- 제79회 아카데미상
- 제60회 영국 아카데미 영화상
- 제19회 유럽 영화상